# Сент-Джеймс (Меріленд)
Сент-Джеймс (англ. St. James) — переписна місцевість (CDP) в США, в окрузі Вашингтон штату Меріленд. Населення — 4757 осіб (2020).

## Географія
Сент-Джеймс розташований за координатами 39°34′26″ пн. ш. 77°44′54″ зх. д. / 39.57389° пн. ш. 77.74833° зх. д. (39.573815, -77.748244).  За даними Бюро перепису населення США в 2010 році переписна місцевість мала площу 15,65 км², уся площа — суходіл.

## Демографія
Згідно з переписом 2010 року, у переписній місцевості мешкали 2953 особи в 1019 домогосподарствах у складі 767 родин. Густота населення становила 189 осіб/км².  Було 1084 помешкання (69/км²).
Расовий склад населення:
| - 83,6 % — білих - 7,9 % — чорних або афроамериканців - 4,8 % — азіатів - 0,1 % — вихідців з тихоокеанських островів - 1,6 % — осіб інших рас |

До двох чи більше рас належало 1,9 %. Частка іспаномовних становила 4,9 % від усіх жителів.
За віковим діапазоном населення розподілялося таким чином: 29,3 % — особи молодші 18 років, 57,6 % — особи у віці 18—64 років, 13,1 % — особи у віці 65 років та старші. Медіана віку мешканця становила 36,2 року. На 100 осіб жіночої статі у переписній місцевості припадало 95,6 чоловіків;  на 100 жінок у віці від 18 років та старших — 89,4 чоловіків також старших 18 років.
Середній дохід на одне домашнє господарство  становив 84 574 долари США (медіана — 71 960), а середній дохід на одну сім'ю — 97 229 доларів (медіана — 87 950). Медіана доходів становила 63 250 доларів для чоловіків та 52 778 доларів для жінок. За межею бідності перебувало 3,1 % осіб, у тому числі 6,5 % дітей у віці до 18 років та 0,0 % осіб у віці 65 років та старших.
Цивільне працевлаштоване населення становило 1596 осіб. Основні галузі зайнятості: освіта, охорона здоров'я та соціальна допомога — 26,4 %, транспорт — 10,5 %, мистецтво, розваги та відпочинок — 10,3 %.